# The Bicentennial Man
"The Bicentennial Man" é uma novela pertencente à Série Robôs, de Isaac Asimov. Recebeu o Prémio Hugo e o Prémio Nebula de melhor novela de ficção científica de 1976.
De acordo com o prefácio de Robot Visions, Asimov foi convidado, tal como vários outros autores, a escrever um conto que seria publicado em uma antologia de ficção científica dedicada ao bicentenário dos Estados Unidos da América. Porém, o projeto não foi para frente, sendo que o conto de Asimov era o único terminado. Asimov vendeu-o a Judy-Lynn del Rey, que alterou ligeiramente o texto. O autor recuperou o texto original quando o conto foi publicado na antologia The Bicentennial Man and Other Stories (1976).
O conto serviu de base ao romance O Homem Positrónico (1993), escrito em parceria com Robert Silverberg, e ao filme de 1999 O Homem Bicentenário, com Robin Williams.

## Sinopse
Uma personagem chamada Andrew Martin solicita a realização de uma operação desconhecida a um cirurgião robótico. Porém, o robô recusa-se a efetuá-la, visto que a operação provoca danos e transgride a Primeira Lei da Robótica, segundo a qual um robô nunca poderá magoar um ser humano. Andrew, todavia, acaba por convencê-lo, afirmando que não é um ser humano.
A narrativa recua então 200 anos, para o momento em que o NDR-113 é levado a casa de Gerald Martin (identificado no conto como Sir), para trabalhar como mordomo. A Little Miss (filha de Sir) chama-lhe Andrew. Certo dia, a Little Miss pede a Andrew que lhe faça um pendente de madeira. Ela mostra-o ao pai, que, de início, não acredita que um robô seja capaz de esculpir com tal perfeição. Sir pede a Andrew que lhe esculpa mais objetos e até que estude livros sobre escultura em madeira. Andrew utiliza, pela primeira vez, a palavra "gostar", para explicar por que razão ele se dedica à escultura. Sir leva Andrew à U.S. Robotics and Mechanical Men, Inc., para que o elucidem sobre a origem da criatividade do robô, mas não lhe apresentam nenhuma explicação satisfatória.
Sir ajuda Andrew a vender os seus produtos e fica com metade dos lucros para si. A outra metade é depositada numa conta bancária em nome de Andrew Martin (embora se possa questionar se será legal existir uma conta bancária cujo titular é um robô). Andrew utiliza o dinheiro para adquirir componentes mais evoluídos para o seu corpo, mantendo-se em excelente forma, mas nunca pede que lhe modifiquem o cérebro positrônico. Sir revela que a U.S. Robots abandonou a investigação na área dos caminhos generalizados e dos robôs criativos, devido aos receios gerados pela imprevisibilidade de Andrew.
Por essa altura, Little Miss já se casara e tem um filho, o Little Sir. Andrew, ao considerar que Sir já tem quem lhe substitua os filhos adultos, manifesta-lhe o desejo de se emancipar, com o apoio de Little Miss. Sir mostra-se apreensivo, com receio de que a emancipação legal de Andrew chame a atenção para a sua conta bancária, o que poderia resultar na perda de todo o dinheiro que se encontra em nome do robô. Porém, aceita que o robô persiga o seu desejo de liberdade. Apesar de alguma resistência inicial, Andrew consegue a emancipação. Sir recusa qualquer pagamento por parte de Andrew. Pouco depois, Sir adoece, acabando por morrer, após pedir a Andrew que esteja ao seu lado na hora final.
Andrew começa a vestir roupas de humano, numa altura em que Little Sir (que obriga Andrew a chamar-lhe George) trabalhava como advogado. Ele insiste em vestir-se como uma pessoa, embora a maior parte dos humanos se recuse a aceitá-lo. No decurso de uma conversa com George, Andrew percebe que terá de aumentar o seu vocabulário e resolve ir à biblioteca. Acaba por perder-se pelo caminho, indo parar a um descampado. Dois humanos dirigem-se a ele, que lhes pergunta o caminho para a biblioteca. Eles assediam-no e ameaçam desmontá-lo, até que George chega ao local e os expulsa. Enquanto George acompanha Andrew à biblioteca, este explica-lhe que tenciona escrever um livro sobre a história dos robôs. Little Miss enfurece-se com o incidente com os dois humanos e instiga George a defender em tribunal os direitos dos robôs. O filho de George, Paul, dedica-se a lutar pela causa nos tribunais, enquanto George se concentra na opinião pública, que acaba por se orientar a favor dos robôs, o que resulta na promulgação de leis que lhes causem danos. Após a vitória judicial, Little Miss morre.
Com a ajuda de Paul, Andrew consegue agendar uma reunião com o director da U.S. Robots. Ele solicita que o seu corpo seja substituído pelo de um androide, para que seja mais parecido com um ser humano. Após uma ameaça de processo judicial por parte de Paul, a U.S. Robots aceita dar a Andrew um corpo de androide. Porém, a U.S. Robots riposta, ao criar cérebros centralizados para os seus robôs, para que nenhum possa ficar como Andrew. Entretanto, já com o seu novo corpo, Andrew dedica-se à robobiologia, a ciência que estuda os robôs orgânicos, semelhantes a ele. Andrew começa a trabalhar num sistema que permita aos androides ingerir alimentos, como as pessoas, apenas para se aproximarem mais da fisiologia humana.
Após a morte de Paul, Andrew regressa à U.S. Robots, onde se reúne com Alvin Magdescu, responsável pela área de Investigação. Ele dá à U.S. Robots a oportunidade de comercializarem as próteses que acabara de conceber para o seu próprio corpo, e que podem também ser usadas em humanos. Consegue que instalem o sistema digestivo no seu corpo e começa a trabalhar num sistema excretor, para associar ao digestivo. Entretanto, os seus produtos tornam-se sucessos comerciais, o que lhe traz reconhecimento como um inventor de primeira categoria. Quando atinge os 150 anos, é organizado um jantar em sua honra, no qual ele é apelidado de robô sesquicentenário. Mas Andrew continua insatisfeito.
Andrew decide que quer tornar-se humano. Com o apoio da Feingold and Martin (a firma de advogados de George e Paul), contacta Li-Hsing, legislador e presidente do comité de Ciência e Tecnologia, na esperança de que a Legislatura Mundial o possa declarar ser humano. Li-Hsing adverte-o para a longa batalha jurídica que terá de travar, mas Andrew afirma que está disposto a lutar pelo que pretende. Aos poucos, a Feingold e Martin começa a defender, em tribunal, determinados processos que generalizam o conceito de ser humano, na esperança de que Andrew, apesar das várias próteses, possa ser considerado, fundamentalmente, um ser humano. Porém, a maior parte dos legisladores hesita, devido à sua imortalidade.
É então apresentada a explicação para a cena final. Andrew recorre a um cirurgião robótico e solicita-lhe uma operação que acabará por se revelar fatal: modificar o seu cérebro positrónico para que este se degrade, com o passar do tempo. Planeou a operação de modo a viver até aos 200 anos. Quando discursa perante a Legislatura Mundial, dá a conhecer o seu sacrifício e consegue, assim, que o passem a considerar um ser humano. O Presidente do Mundo promulga a lei no dia em que Andrew faz 200 anos, declarando-o um homem bicentenário. Nos momentos finais da sua vida, deitado na cama, Andrew tenta concentrar-se na sua humanidade, mas o seu último pensamento, à medida que a sua consciência desvanece, é a recordação de Little Miss.

## Universo da série da Fundação
A história passa-se no universo da série da Fundação, retratado em muitas das obras de Asimov. Este universo abrange ainda as suas histórias anteriores sobre robôs positrônicos, com a personagem Susan Calvin. A narrativa decorre alguns séculos antes dos acontecimentos da sua novela Mãe Terra e do romance As Cavernas de Aço, durante um período em que os mundos de Spacer ainda não entraram em conflito dos os povos da Terra, e durante o qual a empresa U.S. Robots ainda se encontra em atividade.
Em Os Robôs do Amanhecer, o Dr. Han Fastolfe refere-se a Andrew Martin como um robô que deveria ter passado por uma "humanização gradual", mas afirma que isso seria impossível, pois é a forma do corpo que dita o estado de espírito.